# 8 Pułk Moździerzy

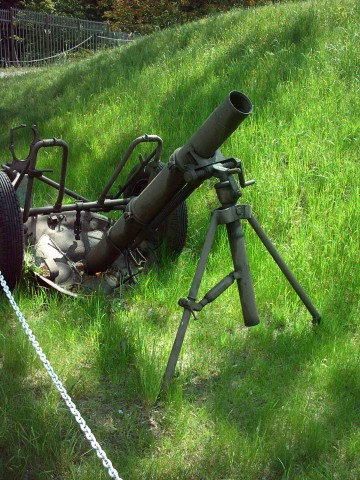
120 mm moździerz wz. 1938

8 pułk moździerzy – pułk artylerii polskiej ludowego Wojska Polskiego.
Sformowany w rejonie wsi Dmochy-Rogale i Dmochy-Rętki na podstawie rozkazu Naczelnego Dowództwa Wojska Polskiego nr 8 z 20 sierpnia 1944.
Przysięgę żołnierze pułku złożyli w listopadzie 1944 w rejonie formowania.

## Dowódca
- mjr Aleksy Bułchatow

## Skład etatowy
- Dowództwo i sztab
- 2 x dywizjon moździerzy
  - 3 x bateria ogniowa
    - 2 x pluton ogniowy
- park artyleryjski

żołnierzy – 631 (oficerów – 74, podoficerów – 179, kanonierów – 378)
sprzęt:
- moździerze – 36
- rusznice przeciwpancerne – 36
- samochody – 97

## Działania bojowe
Pułk wchodził w skład 1 Brygady Moździerzy. Podczas walk o Berlin 25 kwietnia pułk zajął stanowiska na linii jezior między Spandau, a Poczdamem. Pułk odegrał ważną rolę w natarciu oddziałów radzieckich szczególnie w pierwszej fazie walki, gdy hitlerowcy kontratakowali. Moździerzyści prowadzili stały ogień na silnie rozbudowane pomiędzy rozlewiskami wodnymi pozycje niemieckie. Samochody przewożące amunicję do stanowisk 2 dywizjonu, były ostrzeliwane ogniem karabinów maszynowych. W nocy z 27 na 28 kwietnia baterie pułku przeprawiły się przez kanał na północ od jeziora Jungfern i przed nastaniem świtu zajęły stanowiska na przeciwległym brzegu kanału.
O 10.00 tego samego dnia pułk uczestniczył w natarciu na Poczdam od strony północno-zachodniej. Baterie pułku w ciągu pół godziny zniszczyły 4 cekaemy, 2 działa przeciwpancerne i siły około plutonu piechoty. Z chwilą wdarcia się oddziałów piechoty i pododdziałów pancernych do miasta, pułk przesunął swe stanowiska na odległość około 200 m od zabudowań. Bateriom z punktów obserwacyjnych podawano położenie nieprzyjacielskich środków ogniowych, a moździerzyści zasypywali je pociskami. Podczas natarcia zniszczono 13 gniazd karabinów maszynowych, 2 działa przeciwpancerne, baterię moździerzy i około kompanii nieprzyjacielskiej piechoty. Ogień polskich moździerzystów torował drogę nacierającym radzieckim piechurom. Na tyłach radzieckich i polskich pododdziałów pozostawały grupy wroga, które ostrzeliwały stanowiska ogniowe. Od serii z karabinu maszynowego został ranny w głowę ppor. Mikołaj Sysołatin, a po chwili została ostrzelana obsługa jednego z moździerzy. Ranny został działonowy i wszyscy kanonierzy. Podczas takiego ostrzału w 2 dywizjonie zginął ogniomistrz Marian Grzechocki. Dowódca plutonu dowodzenia ppor. Dymitr Czeczerin nakazał rozpoznać stanowiska nieprzyjaciela. Po wykryciu takiego stanowiska przez kanoniera Grzegorza Knapika, 1 bateria chor. Józefa Andreasa skierowała tam ogień swych moździerzy.
W nocy z 2 na 3 maja 1945 pułk walczył z silną grupą wojsk niemieckich przebijającą się na zachód i był to jednocześnie ostatni bój 8 pm w operacji berlińskiej.